# 龍野右忠
龍野 右忠（たつの うちゅう、1885年（明治18年） - 1965年（昭和40年））は、日本の実業家。株式会社タツノの前身、龍野製作所を1911年に創業した。

## 人物

### 出生
長野県上水内郡芋川村（現・飯綱町）に生まれる。小学生の頃から非常に優秀で、先生が居ない日は代わって生徒に教えたという。右忠は農業を継ぐのが嫌で工業高校に進もうとしたが両親の許しが出ず、15歳の時に上京し東京市芝区の鉄工所に勤務する。鉄工所の工員として働く傍ら、夜は蔵前にあった東京高等工業学校夜学部で2年間勉学に励む。上京時、往きの汽車代1円60銭と、小銭20銭を持っていただけの彼の若き日の生活は、酒、タバコの嗜好品はやらず、服や履物は仲間からもらったものを洗濯して使い、無駄なことは省き生活していた。

### 龍野製作所創業
鉄工所に勤務していたが、その鉄工所は人員整理に遭い、右忠は自らその犠牲を買って出た。職を離れてから友人との話の中である料理屋の物置があいていることを思い出し、それを当時の時価の34倍の150円で買い上げ、資本金1,400円、職人4・5人を雇いガスメーターの部品製作所の看板を上げる。これが龍野製作所の創業で、1911年（明治44年）のことであった。1919年（大正8年）ガソリン計量機器などの特許を取得し、製作を開始、1928年（昭和3年）には株式会社に改組する。1921年（大正10年）には37歳で東京府会議員となる。1932年（昭和7年）には芝浦に新社屋を建て移転。太平洋戦争中も戦災を被らずに復興した。